# Гражданский закон Латвии
Гражданский закон Латвийской Республики (латыш. Latvijas Republikas Civillikums) — гражданский кодекс, принятый 28 января 1937 года, вступивший в силу в 1938 году и пришедший на смену положениям Свода местных узаконений губерний остзейских и Свода законов Российской империи. В 1940 г. отменён, заменён ГК РСФСР. В 1992—1993 гг. постепенно восстановлен в силе (заменив гражданский и семейный кодексы Латвийской ССР), с рядом изменений. Изменения вносились и позднее. Построен по пандектной системе, в изначальной редакции — 2400 статей.

## История создания закона
Разработкой закона до принятия в 1937 году занимались последовательно три рабочие группы: с 1920 по 1922 год, затем до 1933 и наконец с 1933 по 1936 год.
Первый фундаментальный труд об истории создания Гражданского закона на латышском языке был опубликован в конце 2011 года, это перевод написанной на немецком языке и изданной в Ахене издательством Shaker Verlag монографии Филиппа Шварца (Philipp Schwartz) Das Lettländische Zivilgesetzbuch vom 28. Januar 1937 und seine Entstehungsgeschichte. На латышском книга называется "Latvijas 1937. gada 28. janvāra Civillikums un tā rašanās vēsture. / Гражданский закон Латвии от 28 января 1937 года и история его появления". В основе монографии -- докторская диссертация, которую автор с блеском защитил в Грайфсвальдском университете в 2008 году. Целью работы учёного было изучить мотивы и концепции создания закона и заполнить белые пятна в истории гражданского права в Латвии.  
К изучению этой истории Шварца побудил Дитрих Андрей Лёбер -- сын разработчика Гражданского закона, профессора ЛУ и члена Конституционного суда ЛР Августа Лёбера. Лёбер также предоставил молодому учёному архив своего отца.
Автор указал, что его "всегда удивляло то, как мало в Латвии знают о Гражданском законе, составляющем один из краеугольных камней латвийского гражданского права, возобновлённого в действии в 1992/1993 годах "вслепую", без основательного знания как его самого, так и истории его создания. Контактируя с известными латвийскими юристами, я понял, что большинство из тех, кому следует применять закон, не изучали его в университете и у них не было понятия об его истории и обстоятельствах принятия". 
Как отметила редактор книги Сигне Терихова, через 20 лет после возобновления действия ГЗ "нет уверенности, что институты и правовые нормы этого закона в полной мере и полностью правильно толкуются и применяются. Правильное понимание норм ГЗ и их применение невозможны без знаний об институте гражданских прав и истории норм закона, а значит, и без изучения истории латвийского права, особенно гражданского". 
До издания книги Шварца наиболее полное исследование ГЗ предпринял советский правовед Волдемар Калныньш, в учебнике 1972 года "История государства и права в Латвийской ССР.  I часть / Latvijas PSR valsts un tiesību vēsture. I daļa". Издание книги Шварца устраняет этот пробел в совокупности истории латвийского права. 
Над разработкой закона работали три комиссии, в полной мере исследователю были доступны протоколы последней, работавшей с 1933 по 1936 год. Как указывает С.Терихова, минус исследования Шварца состоит в том, что полноценный анализ разработки Гражданского закона невозможен без знания русского языка, поскольку до создания независимого государства Латвия была частью Российской империи. Поэтому при разработке собственного законодательства юристы использовали российские правовые акты. Шварц анализировал их в переводе на немецкий язык, который не всегда совпадает с официальным текстом на русском языке.
В заключение своего исследования Шварц приходит к выводу, что создание Гражданского закона не столь бесспорна, прозрачна и целенаправленна, как это представлялось в литературе. Большой урон разработке закона нанесен государственным переворотом Улманиса 15 мая 1934 года, когда было решено не пересматривать существующие гражданские права, но создавать новое, самостоятельное,  латышское регулирование гражданских прав. Тем не менее, это была внешняя непреемственность, так как по сути закон получил новую форму при старом содержании. В этом контексте Шварц задает вопрос, требующий дальнейшего изучения: не стала ли преемственность законодательства первой Латвийской республики только внешней после возобновления действия ГЗ в 1992 году, после которого были приняты многие изменения новейшего времени?
Чтобы облегчить применение норм ГЗ, начиная с 1993 года признанные специалисты по гражданскому праву Латвии подготовили и издали множество комментариев к отдельным частям ГЗ.